# Maja, a méhecske (film, 2014)
A Maja, a méhecske (eredeti cím: Maya the Bee Movie vagy Die Biene Maja – Der Film) 2014-ben bemutatott német–ausztrál 3D-s számítógépes animációs film, amelynek a rendezői Simon Pickard és Alexs Stadermann, a producerei Barbara Stephens és Thorsten Wegener, az írói Fin Edquist és Marcus Sauermann, a zeneszerzője Ute Engelhardt. A mozifilm a Buzz Studios gyártásában készült, az Universum Film forgalmazásában jelent meg. Műfaját tekintve kalandfilm és filmvígjáték.
Németországban 2014. szeptember 11-én, Magyarországon 2014. szeptember 25-én mutatták be a mozikban.

## Szereplők
| Szereplő               | Eredeti hang      | Eredeti hang      | Magyar hang        | Leírás                                                                             |
| Szereplő               | Angolul           | Németül           | Magyar hang        | Leírás                                                                             |
| ---------------------- | ----------------- | ----------------- | ------------------ | ---------------------------------------------------------------------------------- |
| Maja (Maya)            | Coco Jack Gillies | Nina Schatton     | Molnár Ilona       | A lánygyerek méhecske.                                                             |
| Vili (Willy)           | Kodi Smit-McPhee  | Jan Delay         | Szabó Zselyke      | A fiúgyerek méhecske.                                                              |
| Flip                   | Richard Roxburgh  | Cusch Jung        | Kerekes József     | A kalapos szöcske, Maja és Vili barátja.                                           |
| Hank                   | Andy McPhee       | ?                 | Csuja Imre         |                                                                                    |
| Kasszandra (Cassandra) | Justine Clarke    | Cosma Shiva Hagen | Oláh Orsolya       | A gyerek méhecskék tanárnője.                                                      |
| Méhkirálynő            | Miriam Margolyes  | Eva-Maria Hagen   | Némedi Mari        | A méhek királynője a kaptárban.                                                    |
| Dani Pali / Büszke     | Joel Franco       | Lukas T. Berglund | Baráth István      | A fiúgyerek lódarázs, aki Maja és Vili legjobb barátja lett, és Büszkének becézik. |
| Buzgónia               | Jacki Weaver      | Nina Hagen        | Bókai Mária        | A gonosz, parancsolgató felnőttnő méhecske.                                        |
| Güzü                   | Noah Taylor       | ?                 | Vári Attila        |                                                                                    |
| Paul Ezredes           | ?                 | Axel Lutter       | Jakab Csaba        |                                                                                    |
| Moly                   | Cam Ralph         | Tobias Kluckert   | Bácskai János      |                                                                                    |
| Méhvezér               | ?                 | ?                 | Turi Bálint        |                                                                                    |
| Dadus                  | ?                 | ?                 | Zsurzs Kati        |                                                                                    |
| Tekla                  | ?                 | Beate Gerlach     | Halász Aranka      |                                                                                    |
| Kurt                   | Glenn Fraser      | Lutz Schnell      | Faragó András      |                                                                                    |
| Andi                   | David Collins     | Stefan Krause     | Honti Molnár Gábor |                                                                                    |
| Bandi                  | Shane Dundas      | Roland Hemmo      | Joó Gábor          |                                                                                    |